# 穆勒耶
穆勒耶（法語：Moureuille，法語發音：[muʁœj]）是法国多姆山省的一个市镇，属于里永区。

## 地理
穆勒耶（46°10'1"N, 2°54'24"E）面积16.83 平方千米，位于法国奥弗涅-罗讷-阿尔卑斯大区多姆山省，该省份为法国中南部省份，北起阿列省接壤，东临卢瓦尔省，南至上盧瓦爾省和康塔爾省，西接科雷兹省和克勒兹省。
与穆勒耶接壤的市镇（或旧市镇、城区）包括：埃沙西耶尔、迪尔米尼亚、默纳、圣埃卢瓦莱米讷、塞尔旺。

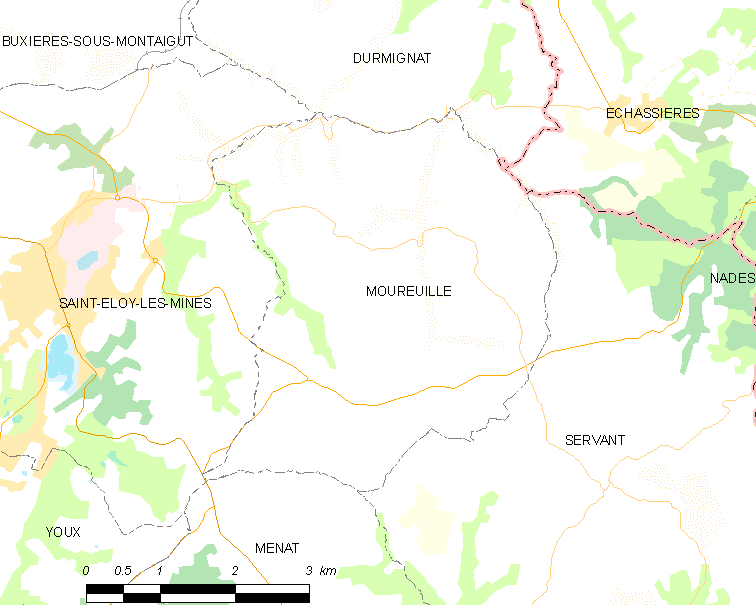
穆勒耶的OSM定位图

穆勒耶的时区为UTC+01:00、UTC+02:00（夏令时）。

## 行政
穆勒耶的邮政编码为63700，INSEE市镇编码为63243。

## 政治
穆勒耶所属的省级选区为圣埃卢瓦莱米讷县。

## 人口

1962-2008年间穆勒耶人口变化图示

穆勒耶于2022年1月1日时的人口数量为376人。